# 圣约翰星
圣约翰星（127 Johanna）是第127颗被人类发现的小行星，于1872年11月5日发现。圣约翰星的直径为122千米，公转周期为1670.707天。
圣约翰星以法國中世紀後期的軍事將領聖女貞德命名。